# グリコ乳業
グリコ乳業株式会社（グリコにゅうぎょう、英: Glico Dairy Products Company, Limited）は、かつて存在した乳業メーカー。本社を東京都昭島市武蔵野二丁目14番1号に置いていた。江崎グリコのグループ企業の一社でもあった。
2015年（平成27年）10月1日に江崎グリコを存続会社として同社と合併し、法人としてのグリコ乳業は解散した。

## 概要
実質的な設立は1956年（昭和31年）で、当時の社名は「グリコ協同乳業」。江崎グリコに製菓用原料として乳製品を供給するために設立された。本社は佐賀市にあった。このほか、岐阜県・広島県・島根県・東京都・熊本県・栃木県に地元農家・農協との共同出資による地域会社を設立。その後、1966年（昭和41年）に地域会社を吸収合併し全国1社体制とした。当社の主力商品であった「高原牛乳」シリーズは、発売する地域によってブランド名が異なることで知られている。これらは地域会社に分かれていた時代の名残といえる。
以上の経緯から、非公開会社にもかかわらず株主数が800名を超えるとともに、大株主に各地の農協が名を連ねていた。なお、旧社名の「協同」は、農協との共同出資に由来するものであり、メイトーブランドの協同乳業は一切関連のない別会社である。なお、スポンサー提供番組の一つ「鉄人28号」での提供字幕は当初より「グリコ乳業」であった。まんが日本昔ばなし時のスポンサーの提供字幕はグリコ協同乳業であった。
2000年（平成12年）に社名を「グリコ協同乳業」から「グリコ乳業」に変更。2002年（平成14年）10月に江崎グリコとの株式交換により、同社の完全子会社となった。
解散時点で昭島（GA→T：以下カッコ内は製造所固有の記号）・那須（GN→S）・佐賀（GS→W）・広島（GH→V）・岐阜（GG→U）・宮城（GT→R）に工場があった。なお2000年（平成12年）以降に大田（GO）、諏訪（GM）、2003年（平成15年）には熊本（GK）、2013年には和田山（GW）がそれぞれ閉鎖されている。
かつては和田山（近畿グリコ乳業）及び宮城（東北）（東北グリコ乳業）の両工場のみ子会社（別法人）であったが、2013年に全工場が分社化された。
2015年（平成27年）10月1日付で親会社の江崎グリコに吸収合併され、同社の乳製品・飲料部門として統合された。
2020年（令和2年）に新会社として設立したグリコマニュファクチャリングジャパンによって運営されている。

## 沿革
| 株主名                       | 所有株式数 | 持株比率（%） |
| ---------------------------- | ---------- | ------------- |
| 江崎グリコ株式会社           | 6,188,735  | 68.8          |
| 佐賀県経済農業協同組合連合会 | 1,296,197  | 14.4          |
| 東京都酪農業協同組合         | 139,250    | 1.5           |
| 熊本市酪農農業協同組合       | 137,500    | 1.5           |
| オザックス株式会社           | 119,000    | 1.3           |
| 日本セロンパック株式会社     | 105,000    | 1.2           |
| 株式会社ファミネット         | 100,000    | 1.1           |
| 東海乳業運輸株式会社         | 90,750     | 1.0           |
| 酪農とちぎ農業協同組合       | 75,000     | 1.0           |

- 1947年（昭和22年）- グリコ乳業株式会社を設立。
- 1955年（昭和30年）- 岐阜県にグリコ東海乳業株式会社を設立。
- 1956年（昭和31年）
  - 江崎グリコと佐賀県酪農諸団体の協同出資により、佐賀県にグリコ協同乳業株式会社を設立。
  - 島根県にグリコ山陰協同乳業株式会社を設立。
- 1959年（昭和34年）‐ 広島県にグリコ中国協同乳業株式会社を設立。
- 1960年（昭和35年）- 東京都にグリコ東京協同乳業株式会社を設立。
- 1961年（昭和36年）- 熊本県にグリコ熊本協同乳業株式会社を設立。
- 1962年（昭和37年）- 栃木県にグリコ那須協同乳業株式会社を設立。
- 1966年（昭和41年）
  - 前述の地域会社7社をグリコ協同乳業株式会社に統合し、本社を東京都新宿区に開設。
  - 大阪府にグリコ大阪乳業株式会社を設立。
- 1968年（昭和43年）‐ グリコ乳業がグリコ協同乳業を吸収合併し、社名をグリコ協同乳業株式会社へ変更。
- 1972年（昭和47年）
  - 本社を東京都昭島市へ移転。
  - 「プッチンプリン」を発売[1]。
- 1977年（昭和52年）- 宮城県に東北グリコ乳業株式会社を設立。
- 1980年（昭和55年）‐ 奈良県に奈良グリコ乳業株式会社を設立。
- 1985年（昭和60年）- 兵庫県に近畿グリコ乳業株式会社を設立。
- 1987年（昭和62年）- 米国フロリダ州に Glico Foods U.S.A. Corp.を設立。
- 1988年（昭和63年）- 米国ワシントン州に Glico Apple Corp.を設立。
- 2000年（平成12年）4月1日 - 社名をグリコ乳業株式会社に変更。
- 2002年（平成14年）- 江崎グリコの完全子会社となる。
- 2013年（平成25年）
  - 1月10日 -「プッチンプリン」シリーズの累計販売数が51億個を数え、ギネスブックに“世界で最も売れているプリン”として認定されたと発表。
  - 5月 - 国内5工場を分社化し、東京グリコ乳業、那須グリコ乳業、岐阜グリコ乳業、広島グリコ乳業、佐賀グリコ乳業を完全子会社として設立。また近畿グリコ乳業は閉鎖された。
- 2015年（平成27年）10月1日 - 親会社の江崎グリコに吸収合併（経営統合）され解散。「プッチンプリン」や「カフェオーレ」などは江崎グリコに移管された。

## 主なブランド
以下の商品は2015年（平成27年）10月1日を以って江崎グリコ株式会社からの販売に移行した。

### 高原牛乳シリーズ
- 「那須高原牛乳」（東日本）
- 「石見高原牛乳」（中部・西日本）
- 「阿蘇高原牛乳」（九州）

### 高原酪農家牛乳シリーズ
- 「蔵王高原酪農家牛乳」（北海道・東北）
- 「信州高原酪農家牛乳」（関東・甲信越）
- 「石見高原酪農家牛乳」（中部・西日本）
- 「霧島高原酪農家牛乳」（九州）

### チルドカップシリーズ
- 「プライムカフェ」
- 「ドロリッチ」

### 幼児のみものシリーズ
- 「幼児優良牛乳」(2003年（平成15年）まで「幼児牛乳」)
- 「幼児りんご」
- 「幼児ぶどう」
- 「おいしい果実のビタミンC」
- 「野菜&フルーツ」
- 「1日分緑黄色野菜」
- 「ココアミルク」
- 「スポロン」(1992年（平成4年）まで円錐形容器、2000年（平成12年）まではゲーブルトップ65ml)

### 100%ジュースシリーズ
- 「赤りんご青りんご」
- 「スイートオレンジ&温州みかん」
- 「野菜&くだもの」
  - 以上の商品は、耐光性に優れた黒パッケージを日本で初めて採用した。
  - 2008年（平成20年）4月には300mlシリーズが270mlに規格変更された。

- 「マンゴー&アップル」
- 「朝果汁100% 3色のグレープフルーツ&ホワイトグレープ」
- 「パイナップル&グレープ」
  - 以上の商品と270ml3アイテムは、ゲーブルトップ320mlシリーズで発売されている。

### カフェオーレシリーズ
- 「カフェオーレ」「カフェオーレクリーム多め」「カフェオーレ濃いめ」（独自の円柱型の容器を「Pキャン容器」と呼ぶ。）
- 「マイルドカフェオーレ」

### とろ〜りクリームonシリーズ
- 「とろ〜りクリームonプリン」
- 「とろ〜りクリームonカフェゼリー」
- 「とろ〜りクリームon杏仁豆腐」

### プッチンプリンシリーズ
- 「プッチンプリン」
- 「Bigプッチンプリン」
- 「手づくりプッチンプリン」
- 「プッチンプリン クリーミーいちごミックス」
- 「プッチンプリン for Kids」

### 朝食ヨーグルトシリーズ
- 「朝食りんごヨーグルト」
- 「朝食みかんヨーグルト」
- 「朝食りんご&アロエヨーグルト」
- 「朝食やわらかりんごヨーグルト」
- 「朝食プロバイオティクスヨーグルトBifiX」
- 「朝食プロバイオティクスBifiXのむビフィズス菌」
- 「ストローでたべる朝食りんご＆ヨーグルト」
- 「ストローでたべる朝食アロエ＆ヨーグルト」
- 「ストローでたべる朝食ブルーベリー＆ヨーグルト」

### その他
- 「カルシウムの多いミルク」
- 「カルシウムと鉄分の多いミルク」
- 「カルシウムと鉄分の多い無脂肪乳」
- 「グリコ牛乳」
- 「高原の岩清水&レモン」
- 「野菜、足りてますか？」
- 「ピネス」
- 「ヨーグルト健康」
- 「おいしいカスピ海」
- 「ごろっとグレープフルーツゼリファイド」‐ 2002年（平成14年）までグレープフルーツ型のお椀型容器が用いられていた。
- 「カフェゼリー」など
- ドロリッチ

## テレビ提供番組
もともと『鉄人28号』『赤白パネルマッチ』などの江崎グリコ提供のアニメ番組やゲーム番組で共同で提供していたが、『まんが日本昔ばなし』（MBS制作）で独立。以後、永きに渡りTBS系列土曜19時枠のスポンサーとして提供していたが、2007年（平成19年）9月で降板。現在は火曜22時枠の「リンカーン』 → 同枠後継の『100秒博士アカデミー』と金曜21時枠の『中居正広の金曜日のスマたちへ』の30秒ずつの提供番組となっている。このうち『金曜日のスマたちへ』は江崎グリコもスポンサーとなっており、スポンサークレジットの表記は江崎グリコと同じく「glico」となるため「glico」が2回登場していた。2013年（平成25年）4月より「グリコグループ」扱いに一本化し、提供クレジットは1回のみになった。リンカーンはグリコ乳業のCMのみを流していたが、2013年4月からは江崎グリコのCMも流すようになっている。
「〜日本昔ばなし」提供当時、自社の不祥事が起きた場合は提供クレジットを自粛し、CM枠は公共広告機構（現・ACジャパン）に差し替えず、江崎グリコの商品のCMを流していた（後のリメイク版を除く）。
2008年（平成20年）4月からは『FNS地球特捜隊ダイバスター』のスポンサーとなる（関東のみ、30秒×2本）。日清食品からの交代で、提供初回は登場人物が「プッチンプリンが好き」と発言したり（親会社だが）グリコのポーズをするなど番組内で同社の話題が使われた。次番組の『マツコの部屋』でもスポンサーとなっている。
TBS・MBS・CBC系（JNN系列）以外での番組提供はごくまれにしか放送せず、ほとんどはスポットCMでの対応となっている（2006年（平成18年）4月から2007年（平成19年）2月までの土曜19時枠の番組で不祥事を起こしたために提供番組を振り替えたことがある。その源流はかつて（旧・グリコ協同乳業時代から）TBS系列水曜20時枠の番組スポンサーだったことが縁と見られる。この枠は2012年（平成24年）現在ローカルセールス枠に戻り、「水トク!」などが放送されている枠に当たる、ネットセールス上における現在の後継番組は、木曜20時枠の『ニンゲン観察バラエティ モニタリング』）。
テレビ東京系の『のりものスタジオ』でもスポンサーを務めた。
TBS土曜8時枠の連続ドラマ → 木曜ドラマ9のスポンサーである江崎グリコとの関わりで劇中に供給している。
読売テレビ制作・日本テレビ系列で日曜日朝に放送されていたアニメ番組『夢色パティシエール』ではグリコグループとしての提供となったが、番組内ではプッチンプリンのコラボCMも流れていた。
2011年から2013年まで、テレビ東京系で放送された『クロスファイト ビーダマン』と『ビーストサーガ』では、グリコ幼児のみものシリーズのコラボCMを放送し、子供たちのために元気が出るというCMが放送されていた。

## その他
阪神甲子園球場のバックスクリーン、バックネット裏に江崎グリコ本社共々広告看板を提供し、バックネット裏の回転広告看板でグリコ乳業の製品も表示される場合がある。

## CMイメージキャラクター

### プッチンプリン
- 林寛子（1977年）
- ゴジラ（1983年頃？）
- 水野晴郎（1983年頃にゴジラと共演）
- スキャットマン・ジョン（1995年） - 自ら担当したCMソング「プリプリ・スキャット」は、断続的ではあるが長く使用されている。
- 高橋玲奈（1996年） - Bigプッチンプリン
- ウォレスとグルミット（1998年～2000年）
- 加賀美セイラ（2001年）
- 森絵梨佳（2002年） - 瀬川瑛子が「MC★瑛子」名義でCMソング（クラブ調の「プリプリ・スキャット」）を担当。
- プッチン大統領（2009年）
- きゃりーぱみゅぱみゅ（2012年）
- 本田望結（2014年）

### カフェオーレ
- aiko（2001年）
- 松本莉緒（2002年）
- 氣志團（2004年）
- BENI（2005年） - 当時は「安良城紅」名義
- 桐谷美玲、山本裕典（2006年）
- アヤカ・ウィルソン（2012年）
- 吉川友、キマグレン（2013年） - 両組によるユニット「きっかレン」として出演
- WaT（ウエンツ瑛士・小池徹平）、小島瑠璃子（2014年）
- トリンドル玲奈（2015年[注 5]）

### ドロリッチ
- 池田恵、武藤静香（2009年）
- 加藤侑紀（2011年）
- 深田恭子（2011年）
- 中村静香、西田麻衣、丸高愛実、遠野千夏、柴小聖（2012年：ドロリッチガールズ1期生）
- 今野杏南、佐山彩香、岸明日香、亜里沙、星名美津紀（2013年：ドロリッチガールズ2期生）

### 朝食ヨーグルトシリーズ
- 田口ユカ（2001年）
- 金剛地武志（2003年）
- 鈴木かすみ（2004年）
- 山田優（2004年-2006年）
- 宮﨑あおい（2007年-2008年）

### その他
- 岩田さゆり（とろ～りクリームonプリン・2005年）
- 広末涼子、岡田義徳、森祇晶（Bigヨーグルト健康・1995年）
- 大原桃子[注 6]、伊藤健太郎[注 7]（幼児のみもの）
- 内匠靖明[注 8]、鳥海浩輔[注 9]（幼児のみもの）
- 楠大典[注 10]（幼児のみもの）
- 島袋寛子（10種の野菜とアロエのヨーグルト・2001年 - 2002年）